# Шуйбеляк
Шуйбеляк (мар. Кугу Шӱвылак) — деревня в Новоторъяльском районе Республики Марий Эл. Входит в состав Чуксолинского сельского поселения.

## География
Находится в северо-восточной части республики Марий Эл на расстоянии менее 2 км по прямой на юг от районного центра посёлка Новый Торъял.

## История
Впервые упоминается в 1790 году, когда в деревне насчитывалось 18 хозяйств, в 1801 году числилось 20 домов, в 1884 96 дворов, насчитывалось 599 жителей, мари. К 1925 году в деревне проживали 162 человека, из них 158 мари и 4 русских. В 1965 году деревни Большой и Средний Шуйбеляк Новоторъяльского сельсовета объединили в деревню Большой Шуйбеляк. В 1999 году здесь насчитывалось 101 хозяйство, 368 человек. В советское время работали колхозы «Шаблатнур» и "1 Мая.

## Население
Население составляло 323 человека (мари 98 %) в 2002 году, 299 в 2010.